# Берр-Ридж
Берр-Ридж (англ. Burr Ridge, ранее Harvester) — деревня в пригороде Чикаго, расположена на территории двух округов Кук и Ду-Пейдж (в основном) в штате Иллинойс, США. Население по переписи 2019 года составляет 10 758 человек.

## История
В 1917 году компания International Harvester приобрела 414 акров (1.7 кв.км) земли для экспериментальной фабрики, где испытала первый в мире универсальный трактор Farmall. Также в 1917 году тюремная ферма округа Кук (также известная как ферма Брайдвелл) начала свою работу на территории нынешнего Берр-Ридж.
В 1947 году девелопер Роберт Бартлетт, чья компания также занималась развитием соседних поселений, основал Hinsdale Countryside Estates на территории бывшей свинофермы.
Также в 1940-х годах Денвер Басби купил 190 акров (0,8 кв.км) земли, на которой создал молочную ферму Берр-Ридж. Позже он основал компанию Burr Ridge Estates, которая занялась жилым строительством на приусадебном участке площадью 5 акров (20 000 кв.м).
В 1956 году эти жители решили основали поселение (деревню) Харвестер, в честь названия компании International Harvester.
В 1961 году название изменили на Берр-Ридж (Burr Ridge). Название деревни происходит от бурых дубов (bur oaks), произраставших на хребте (ridge).
К 1963 году население увеличилось уже более чем вдвое — до 790 человек, а к 1975 году количество жителей превысило 2200 человек.
К 1990 году население выросло до 7 669 человек. В 1990-е годы Берр-Ридж продолжал агрессивно поглощать прилегающие земли, увеличившись до семи квадратных миль.

## Население
По данным переписи 2000 года в Берр-Ридже насчитывалось 10 408 жителей, 3 541 домохозяйства и 2 914 семей. Плотность населения составляла 1620,1 человек на квадратную милю (625,9 / км 2). Расовый состав был 90,69 % Белых, 0,98 % афроамериканцев, 0,03 % коренных американцев, 8,93 % азиатов, 0,03 % тихоокеанских островитян , 0,75 % других рас. Латиноамериканцы — 0,92 % населения.